# Lee Ha-nee
Lee Ha-nee (Hangul: 이하늬, nascida em 2 de março de 1983), também conhecida como Honey Lee pela mídia ocidental, é uma atriz, modelo e tocadora de gayageum que representou seu país no Miss Universo 2007 na Cidade do México.

## Vida Pessoal
Honey Lee é a a filha do meio entre duas filhas e um filho. O seu pai é um funcionário de posto muito alto no Serviço de Inteligência Nacional. Sua mãe é professora na Universidade de Mulheres Ewha e foi indicada em março um "bem cultural vivo" no campo da música de gayageum (cítara coreana). Honey, como sua mãe, é também uma tocadora de gayageum, junto com sua irmã mais velha. Ela esteve envolvida em trabalho voluntário para UNICEF, Compaixão, Visão Mundial e é o Embaixador de Boa Vontade da Bela Mente Caridosa.

## Miss Coreia do Sul 2007
Lee competiu no 50°. Miss Coreia do Sul, no qual foi vencedora. Ela licenciou-se na prestigiosa Universidade Nacional de Seul, com honras, depois de tocar música tradicional coreana. Ela é atualmente uma estudante graduada na mesma universidade.

## Miss Universo 2007
Na parte na qual todas as concorrentes entram vestidas em trajes nacionais, Lee usou o hanbok feminino, que recorda do estilo recente do drama de 2006 KBS, Hwang Jin-i. Ela também levava um janggu consigo enquanto usava o traje. 
Sua pergunta na parte de Final Question foi feita por James Kyson Lee, que também é coreano. Honey era favorecida pelo número de websites de beleza como uma das cinco finalistas e também pelo seu potencial para se tornar Miss Universo da Coreia. Lee terminou no topo das 05 melhores em 4º. Lugar. Ela também terminou o jejum de 19 anos da Coreia nas finais do Miss Universo como uma finalista. A última Miss Coreia do Sul a ser finalista no Miss Universo foi Jang Yun-jeong, finalizando sua participação em 2º. Lugar no Miss Universo 1988.

## Pós Miss Universo
Lee Ha-nee está confirmada para co-apresentar um programa de televisão em Tempo Real, na rede de televisão nacional SBS, um show de 12 anos que se concentra em show de negócios, começando em 18 de julho. Ela é agora uma modelo endossada da Tommy Hilfiger da Coreia  e DAKS na Vogue. Ela fez propaganda para uma série de campanha da SK Telecom para CF e fotos. A CT&T confiou-lhe como pessoa de assuntos públicos. Atualmente, desde 3 de Agosto de 2008, ela estrela no musical Polaroid ao lado do membro da Shinhwa, Andy Lee.

## Curiosidades
- Ela também é faixa preta de 3.º grau em Taekwondo, é mergulhadora de scuba, e esquiadora competitiva.[11]
- Ela é muito amiga da atriz Kim Tae Hee quando elas estudavam na Universidade Nacional de Seul.[12]
- Ela foi eleita Miss Grand Slam 2007 e a Cara do Universo pela Global Beauties.[13]
- Ela é tocadora profissional de gayageum, lançou 4 álbuns e tocou em mais de 25 países no mundo inteiro.[11].